# Krasíkov
Krasíkov – miejscowość i gmina (obec) w Czechach, w kraju pardubickim, w powiecie Uście nad Orlicą. W 2022 roku liczyła 297 mieszkańców.
W miejscowości jest stacja kolejowa Krasíkov.